# بال‌بسته معمولی
بال‌بسته معمولی (نام علمی: Cordulephya pygmaea) نام یک گونه از سرده بال‌بسته‌ها است.